# Ходкевич, Криштоф
Кришто́ф Ходке́вич герба «Косцеша» доп. (ум. 3 октября 1652) — государственный и военный деятель Великого княжества Литовского. Хорунжий великий литовский в 1611—1623, конюший литовский в 1623—1633, каштелян трокский в 1633—1636, каштелян виленский в 1636—1642, воевода виленский с 1642 года. Староста гродненский, бобруйский, кревский, державца белицкий, вишневский.

## Биография
Представитель магнатского рода Ходкевичей, второй сын воеводы мстиславского и каштеляна виленского Иеронима Ходкевича (1560—1617) и Анны Тарло. Участвовал в войнах с Османской империей, Шведским королевством и Российским царством. Принимал участие в осаде Пернова, начавшейся 28 февраля 1601 года во время польско-шведской войны 1600—1629 годов. Осадой руководил двоюродный брат Криштофа — Ян Кароль. В 1616 году, после смерти Александра Юзефа Лисовского, принял временное командование над лисовчиками, которые под его руководством в том же году взяли и спалили Курск, приняли участие в победной битве под Болховом, после чего отошли к границе, где около марта 1617 года Яном Каролем Ходкевичем был назначен постоянный командир полка.
В 1632 году принимал участие в элекционном сейме. После смерти Владислава в 1648 году поддерживал Яна Казимира как кандидата на престол. Избирался маршалком Трибунала Великого княжества Литовского в 1635, 1639, 1643, 1647 и 1651 годах. В 1648 году во время казацкого восстания на Украине за собственный счёт выставил пехоту, что обошлось ему в 20 400 злотых, после деньги Криштофу были возвращены сеймом.
В 1636 году за его средства началось строительство монастыря доминиканцев в Новогрудке, в котором сохранился портрет Ходкевича.
Был женат дважды: первый раз на Эльжбете Кишке, второй — Софье Друцкой-Горской. От первой жены имел сыновей Александра Криштофа, Яна Казимира и Иеронима Кароля, второй брак был бездетным.